# Engavågen
Engavågen est une localité du comté de Nordland, en Norvège.

## Géographie
Administrativement, Engavågen fait partie de la kommune de Meløy.